# Elecciones federales de México de 1964 en Baja California
Las Elecciones federales en Baja California de 1964 se llevaron a cabo el domingo 5 de julio de 1964, y en ellas fueron renovados los titulares de los siguientes cargos de elección popular del estado mexicano de Baja California:
- Presidencia de México. Titular del Gobierno de México, electo para un periodo de seis años sin posibilidad de reelección.
- Diputados Federales de Baja California: 3 Electos por mayoría relativa elegidos en cada uno de los Distritos electorales, mientras otros son elegidos mediante representación proporcional.
- Senadores por Baja California: 2 electos por mayoría relativa.

## Organización
Las elecciones fueron realizadas por la Comisión Federal Electoral, perteneciente a la Secretaría de Gobernación. En el proceso participaron 4 partidos políticos: el Partido Revolucionario Institucional, el Partido Acción Nacional, el Partido Popular Socialista y el Partido Auténtico de la Revolución Mexicana. Estos últimos participaron en coalición con el PRI para la presidencia de México apoyando a Gustavo Díaz Ordaz.
El martes 28 de abril de 1964 fueron publicadas las candidaturas a la elección federal en el Periódico Oficial de la Federación.

## Candidatos

### Senadurías
| Cámara de Senadores (México)                        | Cámara de Senadores (México) | Cámara de Senadores (México)                        | Cámara de Senadores (México)         | Resultados | Resultados |
| Candidato                                           | Candidato                    | Candidato                                           | Partido                              | Votos      | Porcentaje |
| --------------------------------------------------- | ---------------------------- | --------------------------------------------------- | ------------------------------------ | ---------- | ---------- |
| Francisco Cañedo Lizárraga Zeferino Sánchez Hidalgo |                              | Francisco Cañedo Lizárraga Zeferino Sánchez Hidalgo | Partido Acción Nacional              | —          | —          |
| Hermenegildo Cuenca Díaz José Ricardi Tirado        |                              | Hermenegildo Cuenca Díaz José Ricardi Tirado        | Partido Revolucionario Institucional | —          | —          |
| Total de votos válidos                              | Total de votos válidos       | Total de votos válidos                              | Total de votos válidos               |            | —          |

### Diputaciones

#### Distrito 1
| Cámara de Diputados (México) | Cámara de Diputados (México) | Cámara de Diputados (México) | Cámara de Diputados (México)                | Resultados | Resultados |
| Candidato                    | Candidato                    | Candidato                    | Partido                                     | Votos      | Porcentaje |
| ---------------------------- | ---------------------------- | ---------------------------- | ------------------------------------------- | ---------- | ---------- |
| Enrique Serazzi Torres       |                              | Enrique Serazzi Torres       | Partido Acción Nacional                     | —          | —          |
| José Luis Noriega Magaña     |                              | José Luis Noriega Magaña     | Partido Revolucionario Institucional        | —          | —          |
| Pánfilo Orozco Álvarez       |                              | Pánfilo Orozco Álvarez       | Partido Popular Socialista                  | —          | —          |
| Octavio Conde Quiroga B.     |                              | Octavio Conde Quiroga B.     | Partido Auténtico de la Revolución Mexicana | —          | —          |
| Total de votos válidos       | Total de votos válidos       | Total de votos válidos       | Total de votos válidos                      |            | —          |

#### Distrito 2
| Cámara de Diputados (México) | Cámara de Diputados (México) | Cámara de Diputados (México) | Cámara de Diputados (México)                | Resultados | Resultados |
| Candidato                    | Candidato                    | Candidato                    | Partido                                     | Votos      | Porcentaje |
| ---------------------------- | ---------------------------- | ---------------------------- | ------------------------------------------- | ---------- | ---------- |
| Salvador Rosas Magallón      |                              | Salvador Rosas Magallón      | Partido Acción Nacional                     | —          | —          |
| Gustavo Aubanel Vallejo      |                              | Gustavo Aubanel Vallejo      | Partido Revolucionario Institucional        | —          | —          |
| David Anguiano Heredia       |                              | David Anguiano Heredia       | Partido Popular Socialista                  | —          | —          |
|                              |                              | —                            | Partido Auténtico de la Revolución Mexicana | —          | —          |
| Total de votos válidos       | Total de votos válidos       | Total de votos válidos       | Total de votos válidos                      |            | —          |

#### Distrito 3
| Cámara de Diputados (México) | Cámara de Diputados (México) | Cámara de Diputados (México) | Cámara de Diputados (México)                | Resultados | Resultados |
| Candidato                    | Candidato                    | Candidato                    | Partido                                     | Votos      | Porcentaje |
| ---------------------------- | ---------------------------- | ---------------------------- | ------------------------------------------- | ---------- | ---------- |
| Héctor Terán Terán           |                              | Héctor Terán Terán           | Partido Acción Nacional                     | —          | —          |
| Armando Fierras Encinas      |                              | Armando Fierras Encinas      | Partido Revolucionario Institucional        | —          | —          |
| Liborio de Elon Valdés       |                              | Liborio de Elon Valdés       | Partido Popular Socialista                  | —          | —          |
| Florencio Sandoval Mejía     |                              | Florencio Sandoval Mejía     | Partido Auténtico de la Revolución Mexicana | —          | —          |
| Total de votos válidos       | Total de votos válidos       | Total de votos válidos       | Total de votos válidos                      |            | —          |